# 동촌중학교
동촌중학교(東村中學校)는 대한민국 대구광역시 동구 방촌동에 있는 공립 중학교이다.

## 학교 연혁
- 1979년 3월 1일 : 동촌중학교 16학급 설립 인가, 초대 오원익 교장 취임
- 1979년 3월 5일 : 제1회 입학식(남 435명, 여 405명 계 840명)
- 1982년 4월 16일 : 정구장 설치
- 1994년 10월 30일 : 학교운동경기부 근대2종 창단
- 1994년 11월 22일 : 학교운동경기부 정구부 창단
- 2002년 5월 22일 : 급식실 준공
- 2002년 8월 29일 : 선수합숙소 준공
- 2004년 6월 22일 : 다용도 종합운동장(하드필드장) 설치
- 2004년 10월 26일 : 학교도서관 현대화(지우학관 개관)
- 2017년 9월 1일 : 다목적 체육관 「동호관」 개관
- 2021년 9월 1일 : 제18대 고영오 교장 부임
- 2022년 2월 9일 : 제41회 졸업식(109명) 총 19,691명
- 2022년 3월 2일 : 제44회 입학식(82명)

## 참고 자료
- 동촌중학교 - 한국교육학술정보원 학교알리미